# شلومو ديكمان
شلومو ديكمان (بالعبرية: שלמה דיקמן‏) (10 فبراير 1917 - 1965) كان مترجم إسرائيلي من أصل بولندي. وعالم في اللغات القديمة.
في عام 1965 نال جائزة إسرائيل في الأدب. 

## سيرة شخصية
ولد ديكمان عام 1917 في وارسو ببولندا. التحق بثانوية «هينوخ» العبرية، ثم درس اللغة القديمة في معهد الدراسات اليهودية في جامعة وارسو.
بدأ بنشر الترجمات الأدبية والنقد الأدبي في بولندا عام 1935، ومنها ترجمات من العبرية إلى البولندية. في عام 1939 نشر ترجمة بولندية لجميع قصائد الأديب اليهودي حاييم ناحمان بياليك.
بعد اندلاع الحرب العالمية الثانية وتقسيم بولندا بين ألمانيا والاتحاد السوفيتي، هرب إلى بخارى حيث عمل مدرسا للغة العبرية.
وفي عام 1944 اعتقلته السلطات السوفيتية واتهمته بالقيام بأنشطة صهيونية ومعادية للثورة. وحُكم عليه في البداية بالإعدام، ولكن خففت العقوبة إلى الأشغال الشاقة لمدة من خمس إلى عشر سنوات، والتي خدمها في مناجم الفحم في منطقة القطب الشمالي في شمال الأورال. عاد عام 1957 إلى وارسو. وفي عام 1960 هاجر إلى إسرائيل واستقر في القدس.
نشر ديكمان العديد من الترجمات العبرية للأدب اليوناني وكلاسيكايات الأدب الروماني واللاتيني. ومن بين ترجماته المسرحيات التراجيدية لـ "إسخيلوس" و "سوفوكليس"، وقصيدة "الإنيادة" لفيرجيل و"التحولات" لأوفيد.

## الجوائز والتكريم
- في عام 1961، مُنح ديكمان جائزة تشيرنيخوفسكي للترجمة المثالية.
- في عام 1965 نال جائزة إسرائيل في الأدب.[2]

## العائلة
ابنه أميناداف ديكمان مترجم وباحث أدبي.